# Kelsie Hendry
Kelsie Hendry (ur. 29 czerwca 1982) – kanadyjska lekkoatletka specjalizująca się w skoku o tyczce.
Regularnie reprezentuje Kanadę na największych międzynarodowych imprezach, przeważnie kończąc jednak swój start na eliminacjach. Na tej fazie Hendry zakończyła swój jedyny dotąd występ podczas igrzysk olimpijskich (Pekin 2008, 18. pozycja). W 2005 zdobyła złoty medal rozegranych w Niamey Igrzysk frankofońskich. Szósta tyczkarka halowych mistrzostw świata w 2010 roku. Wywalczyła brąz na igrzyskach Wspólnoty Narodów w Nowym Delhi (2010). Wielokrotna mistrzyni i rekordzistka kraju.

## Rekordy życiowe
- skok o tyczce (stadion) – 4,55 (2008) do 2016 rekord Kanady
- skok o tyczce (hala) – 4,60 (2012) do 2017 rekord Kanady